# Воинские звания и знаки различия Вооружённых сил Албании
Воинские звания и знаки различия существуют в нынешнем виде в вооружённых силах Албании с 2011 года.

## Современные звания (с 2011 года)

### Офицеры
Знаки различия для генералов и офицеров армии, флота и ВВС соответственно.

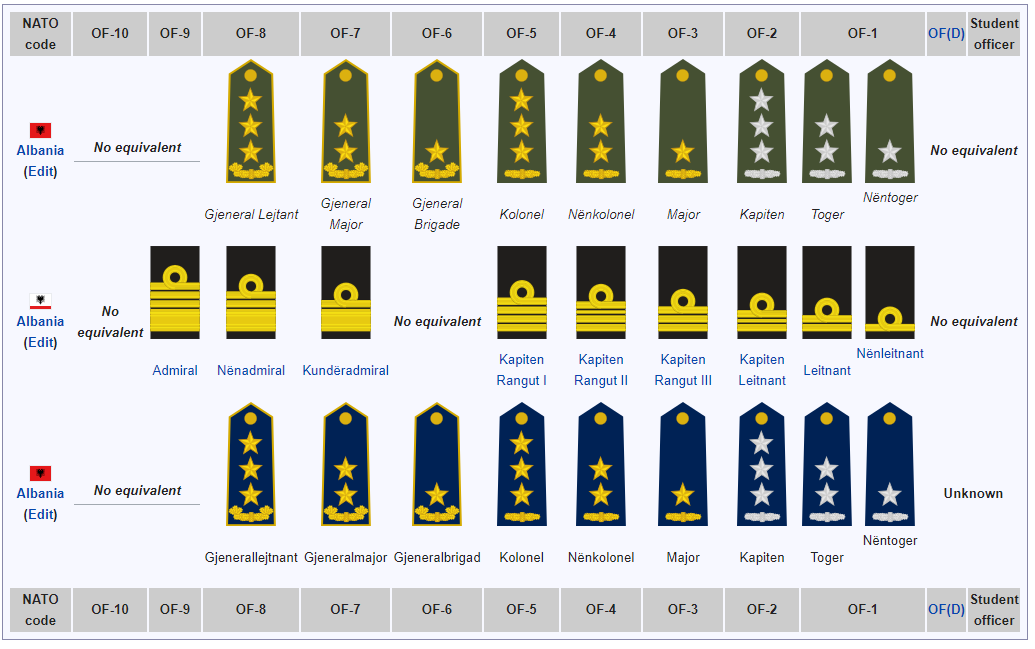

### Сержанты и солдаты
Знаки различия для рядового и сержантского состава армии, флота и ВВС соответственно.

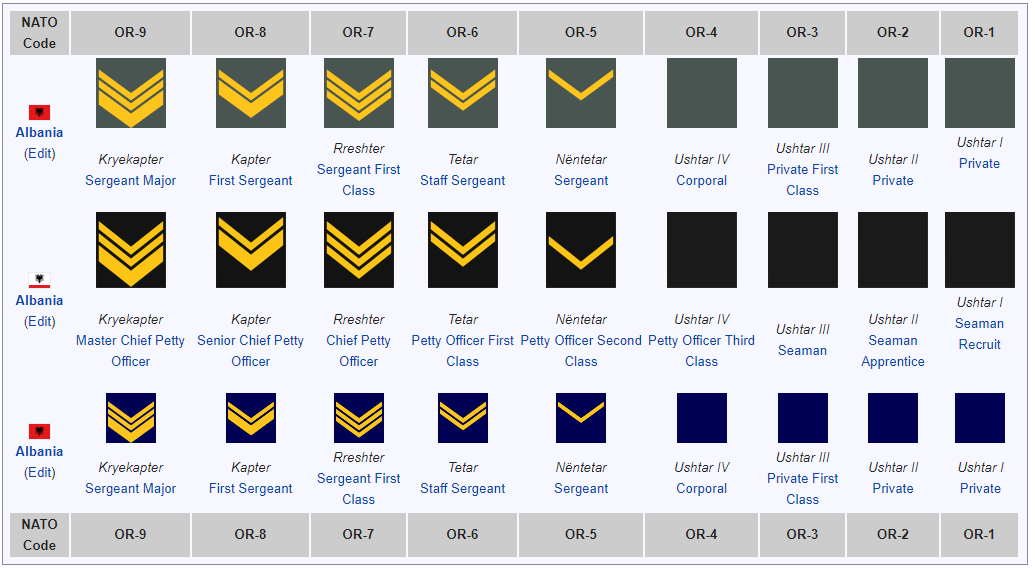

## История
Албанские военные знаки различия прошли несколько периодов, в течение которых их внешний вид кардинально менялся.
Первые звания и знаки различия в албанских Вооруженных Сил были созданы в 1926 году во время правления короля Зогу I. Время его правления включало два периода, «австрийский» (1929—1936) и «итальянский» (1936—1941) стиль знаков различия.
Во время итальянской и немецкой оккупации Албании албанские коллаборационистские формирования носили соответственно итальянскую и немецкую форму и знаки различия.
После Второй Мировой войны, когда к власти пришла Албанская партия труда, воинские звания и знаки различия сильно изменились. В первые годы офицеры и генералы носили нарукавные знаки различия, аналогичные югославским, существовавшим в то же время. В 1947 году в Албании и одновременно Югославии были введены звания и знаки различия по образцу Советского Союза. Аналогичные изменения имели место в те же годы во всех странах коммунистического блока, где форма и знаки различия были приведены к советским образцам. Хотя большинство социалистических стран отказались от знаков различия советского типа и вернулись к своим первоначальным эталонам вскоре после смерти Сталина, Албания сохраняла советскую систему знаков различия до мая 1966 года, когда воинские звания были отменены вообще по образцу КНР и на основе доктрины партизанской войны.
С падением коммунистического режима воинские звания были восстановлены в 1991 году по образцам НАТО. Однако несколько раз знаки различия коренным образом менялись (в 1999, 2004 и 2011 годах); кроме того, было несколько менее значительных реформ в их составе / внешнем виде.

### 1929—1936 (австрийский стиль)

#### Генералы и офицеры
| Категории               | Генералы          | Генералы          | Генералы       | Старшие офицеры | Старшие офицеры | Старшие офицеры | Младшие офицеры | Младшие офицеры | Младшие офицеры   |
| ----------------------- | ----------------- | ----------------- | -------------- | --------------- | --------------- | --------------- | --------------- | --------------- | ----------------- |
|                         |                   |                   |                |                 |                 |                 |                 |                 |                   |
| Албанское звание        | Gjeneral          | Gjeneral Lejtnant | Gjeneral Major | Kolonel         | Nënkolonel      | Major           | Kapiten         | Toger           | Nëntoger          |
| Российское соответствие | Генерал-полковник | Генерал-лейтенант | Генерал-майор  | Полковник       | Подполковник    | Майор           | Капитан         | Лейтенант       | Младший лейтенант |

#### Сержанты и солдаты
| Категории               | Сержанты и старшины | Сержанты и старшины | Солдаты       | Солдаты |
| ----------------------- | ------------------- | ------------------- | ------------- | ------- |
|                         |                     |                     |               |         |
| Албанское звание        | Rreshter            | Tetar               | Ushtar I Parë | Ushtar  |
| Российское соответствие | Сержант             | Младший сержант     | Ефрейтор      | Рядовой |

### 1936—1941 (итальянский стиль)

#### Генералы и офицеры
| Категории               | Генералы          | Генералы          | Генералы       | Старшие офицеры | Старшие офицеры | Старшие офицеры | Младшие офицеры | Младшие офицеры | Младшие офицеры   |
| ----------------------- | ----------------- | ----------------- | -------------- | --------------- | --------------- | --------------- | --------------- | --------------- | ----------------- |
|                         |                   |                   |                |                 |                 |                 |                 |                 |                   |
| Албанское звание        | Gjeneral          | Gjeneral Lejtnant | Gjeneral Major | Kolonel         | Nënkolonel      | Major           | Kapiten         | Toger           | Nëntoger          |
| Российское соответствие | Генерал-полковник | Генерал-лейтенант | Генерал-майор  | Полковник       | Подполковник    | Майор           | Капитан         | Лейтенант       | Младший лейтенант |

#### Сержанты и солдаты
| Категории               | Сержанты и старшины | Сержанты и старшины | Солдаты       | Солдаты |
| ----------------------- | ------------------- | ------------------- | ------------- | ------- |
|                         |                     |                     |               |         |
| Албанское звание        | Rreshter            | Tetar               | Ushtar I Parë | Ushtar  |
| Российское соответствие | Сержант             | Младший сержант     | Ефрейтор      | Рядовой |

### 1991—1999

#### Генералы и офицеры
| Категории               | Генералы      | Генералы          | Генералы          | Генералы       | Старшие офицеры | Старшие офицеры | Старшие офицеры | Младшие офицеры | Младшие офицеры   | Младшие офицеры | Младшие офицеры   |
| ----------------------- | ------------- | ----------------- | ----------------- | -------------- | --------------- | --------------- | --------------- | --------------- | ----------------- | --------------- | ----------------- |
|                         |               |                   |                   |                |                 |                 |                 |                 |                   |                 |                   |
| Албанское звание        | Gjeneral      | Gjeneral Kolonel  | Gjeneral Lejtnant | Gjeneral Major | Kolonel         | Nënkolonel      | Major           | Kapiten i parë  | Kapiten           | Toger           | Nëntoger          |
| Российское соответствие | Генерал армии | Генерал-полковник | Генерал-лейтенант | Генерал-майор  | Полковник       | Подполковник    | Майор           | Капитан         | Старший лейтенант | Лейтенант       | Младший лейтенант |

#### Сержанты и солдаты
| Категории               | Подофицеры        | Подофицеры | Подофицеры | Сержанты и старшины | Сержанты и старшины | Сержанты и старшины | Сержанты и старшины | Солдаты   | Солдаты  |
| ----------------------- | ----------------- | ---------- | ---------- | ------------------- | ------------------- | ------------------- | ------------------- | --------- | -------- |
|                         |                   |            |            |                     |                     |                     |                     |           |          |
| Албанское звание        | Kryekapter        | Kapter     | Rreshter   | Tetar               | Nëntetar            | Ushtar IV           | Ushtar III          | Ushtar II | Ushtar I |
| Российское соответствие | Старший прапорщик | Прапорщик  | нет        | Старшина            | Старший сержант     | Сержант             | Младший сержант     | Ефрейтор  | Рядовой  |

### 2004—2011

#### Генералы и офицеры
| Категории               | Генералы      | Генералы          | Генералы          | Генералы         | Старшие офицеры | Старшие офицеры | Старшие офицеры | Младшие офицеры | Младшие офицеры | Младшие офицеры   |
| ----------------------- | ------------- | ----------------- | ----------------- | ---------------- | --------------- | --------------- | --------------- | --------------- | --------------- | ----------------- |
|                         |               |                   |                   |                  |                 |                 |                 |                 |                 |                   |
| Албанское звание        | Gjeneral      | Gjeneral Lejtnant | Gjeneral Major    | Gjeneral Brigade | Kolonel         | Nënkolonel      | Major           | Kapiten         | Toger           | Nëntoger          |
| Российское соответствие | Генерал армии | Генерал-полковник | Генерал-лейтенант | Генерал-майор    | Полковник       | Подполковник    | Майор           | Капитан         | Лейтенант       | Младший лейтенант |

#### Сержанты и солдаты
| Категории               | Подофицеры        | Подофицеры | Подофицеры | Сержанты и старшины | Сержанты и старшины | Сержанты и старшины | Сержанты и старшины | Солдаты   | Солдаты  |
| ----------------------- | ----------------- | ---------- | ---------- | ------------------- | ------------------- | ------------------- | ------------------- | --------- | -------- |
|                         |                   |            |            |                     |                     |                     |                     |           |          |
| Албанское звание        | Kryekapter        | Kapter     | Rreshter   | Tetar               | Nëntetar            | Ushtar IV           | Ushtar III          | Ushtar II | Ushtar I |
| Российское соответствие | Старший прапорщик | Прапорщик  | нет        | Старшина            | Старший сержант     | Сержант             | Младший сержант     | Ефрейтор  | Рядовой  |

### с 2011 года

#### Генералы и офицеры
| Категории               | Генералы          | Генералы          | Генералы         | Старшие офицеры | Старшие офицеры | Старшие офицеры | Младшие офицеры | Младшие офицеры | Младшие офицеры   |
| ----------------------- | ----------------- | ----------------- | ---------------- | --------------- | --------------- | --------------- | --------------- | --------------- | ----------------- |
|                         |                   |                   |                  |                 |                 |                 |                 |                 |                   |
| Албанское звание        | Gjeneral Lejtnant | Gjeneral Major    | Gjeneral Brigade | Kolonel         | Nënkolonel      | Major           | Kapiten         | Toger           | Nëntoger          |
| Российское соответствие | Генерал армии     | Генерал-лейтенант | Генерал-майор    | Полковник       | Подполковник    | Майор           | Капитан         | Лейтенант       | Младший лейтенант |

#### Сержанты и солдаты
| Категории               | Подофицеры        | Подофицеры | Подофицеры | Сержанты и старшины | Сержанты и старшины | Сержанты и старшины | Сержанты и старшины | Солдаты   | Солдаты  |
| ----------------------- | ----------------- | ---------- | ---------- | ------------------- | ------------------- | ------------------- | ------------------- | --------- | -------- |
|                         |                   |            |            |                     |                     |                     |                     |           |          |
| Албанское звание        | Kryekapter        | Kapter     | Rreshter   | Tetar               | Nëntetar            | Ushtar IV           | Ushtar III          | Ushtar II | Ushtar I |
| Российское соответствие | Старший прапорщик | Прапорщик  | нет        | Старшина            | Старший сержант     | Сержант             | Младший сержант     | Ефрейтор  | Рядовой  |